# Let LAM Mozambique Airlines 470
Let TM470 společnosti Linhas Aéreas de Moçambique byl pravidelný mezinárodní let z mosambického Mezinárodního letiště Maputo na Mezinárodní letiště Luanda Quatro de Fevereiro v Angole, který byl provozován dvakrát do týdne. Dne 29. listopadu 2013 se letadlo Embraer E190 zřítilo v polovině svého letu do národního parku Bwabwata v Namibii a následkem pádu zahynulo všech 27 cestujících a 6 členů posádky. Vyšetřování ukázalo, že příčinou havárie bylo úmyslné jednání kapitána letadla.

## Posádka
Kapitánem letadla byl 49letý Herminio dos Santos Fernandes. Byl to velmi zkušený pilot s více než 9 000 letovými hodinami, z toho 2 500 na letounu Embraer 190. Byl držitelem platného lékařského osvědčení a neměl žádné omezení své pilotní licence.
Při letu mu asistoval začínající 24letý první důstojník Gráćio Chimuquile, který měl dohromady nalétáno asi 1 400 hodin, z toho pouze 101 hodin na tomto konkrétním letadle.

## Průběh letu
Letoun Embraer E190 vzlétl 29. listopadu 2013 v 11:26 místního času (9:26 SEČ) z mezinárodního letiště v Maputu, let bez mezipřistání měl trvat asi čtyři hodiny. Ve 12:18 (10:18 SEČ) vstoupil stroj do vzdušného prostoru řízeného dispečery v řídícím letovém středisku Gaborone v Botswaně. Let probíhal za dobrého počasí, jen s menší roztroušenou oblačností ve výšce kolem 900 metrů, tedy hluboko pod letovou hladinou embraeru, jež činila zhruba 11,5 kilometrů. Dispečer v Gaborone povolil posádce další pokračování letu v této výšce a požádal ji o odhad, kdy se stroj dostane na traťový bod AGRAM. Posádka odpověděla, že k němu dorazí asi za hodinu, avšak po uplynutí této doby, když měli let převzít angolští dispečeři, letadlo záhadně zmizelo. Od dřívější zmíněné konverzace se z letounu nikdo neozval a na pozdější výzvy dispečera ani jeden z pilotů nereagoval. Po zkontaktování dispečerů ze sousedních vzdušných prostorů se navíc ukázalo, že nikdo z Botswany, Angoly či Namibie nezachytil tísňové volání ani signály nouzového polohového radiomajáku. 
Nakonec namibijské úřady vystopovaly radarový signál trasy letounu, který začal prudce klesat vertikální rychlostí asi 3000 metrů za minutu. Když byl ve výšce asi 1800 metrů, tedy zhruba šest minut po zahájení klesání, z obrazovek namibijského radaru zmizel. Kvůli nepříznivému počasí se muselo rozsáhlé pátrání odložit na druhý den, takže se trosky letadla lokalizovaly až 30. listopadu. Jako první je objevili strážci namibijského národního parku. Záhy se ukázalo, že všech 33 osob na palubě zahynulo. Čtyři dny po tragédii se podařilo najít obě černé skříňky.

## Vyšetřování
K týmu namibijského DAAI se připojili vyšetřovatelé amerického Národního úřadu pro bezpečnost v dopravě (NTSB). Stopy v zemi a stupeň rozpadu letounu na místě nehody odhalily, že letadlo narazilo do země v době, kdy oba jeho motory ještě běžely a že mělo zasunutý podvozek. Dlouhé a úzké pole trosek zase naznačovalo, že embraer byl srovnaný a pod kontrolou. Do země však narazil pod prudkým úhlem a dvojnásobnou rychlostí, než je běžné. 
Záznamy údržby mosambické letecké společnosti neobsahovaly nic, co by naznačovalo jakýkoliv technický problém; rok starý embraer byl v dokonalém stavu a den před nehodou absolvoval důkladnou prohlídku. Oba piloti navíc měli odpovídající zkušenosti a skvěle se doplňovali.
Ačkoliv byl záznamník hlasů v kokpitu (CVR) poškozen, podařilo se ho zprovoznit. Díky němu vyšetřovatelé zjistili, že let 470 probíhal běžným způsobem, až do chvíle, kdy si druhý pilot Chimuquille odskočil na toaletu. Dvě minuty poté, co kapitán Fernandes osaměl v kabině, se uzamkly dveře kokpitu a minutu nato se opakovaně ozval zvuk podivného cvakání. Jednalo se o tlačítko autopilota, pomocí kterého kapitán nastavil předvolbu letové hladiny asi na 180 metrů, v důsledku čehož začalo letadlo klesat. Po několika minutách se první důstojník chtěl vrátil do kokpitu, ale neúspěšně. Po událostech 11. září jsou totiž pilotní dveře konstruovány tak, že pokud si to posádka za nimi nepřeje, nedostane se přes ně žádný nechtěný člověk. Dveře jsou dokonce odolné natolik, že vydrží i výbuch menšího granátu.
Předtím, než letadlo krátce nato narazilo do země, bylo na nahrávce z kokpitu slyšet, jak 24letý důstojník zoufale bušil na dveře a pilotní kabinou zněly výstražné signály, ale Fernandes nijak nereagoval. Podle pilotního psychologa z NTSB Malcolma Brennera kapitán pravděpodobně několik minut přemýšlel, zda tento manévr dokáže provést. Během přibližně jedné minuty byla totiž třikrát upravena předvolba výšky až na finálních 592 stop (cca 180 metrů), což je pod úrovní země.
Vyšetřování se tedy zaměřilo na kapitánův motiv. Ukázalo se, že Fernandese stihlo několik těžkých ran osudu; v té době se mu už deset let vleklo komplikované rozvodové řízení, navíc téměř přesně rok před katastrofou spáchal jeho syn sebevraždu a jeho nejmladší dcera se musela krátce před havárií podrobit operaci srdce. V závěrečné zprávě, vydané DAAI 15. dubna 2016, tedy téměř tři roky po havárii, se uvádí, že možnou příčinou havárie letu LAM Mozambique 470 byly „vstupy do automatických letových systémů ze strany člena posádky považovaného za kapitána, který zůstal v kokpitu sám, když osoba považovaná za druhého pilota požádala o odchod na toaletu“. To způsobilo, že letadlo „přešlo z cestovního letu do trvalého řízeného klesání a následné srážky s terénem“.

## Následky
Po ukončení vyšetřování vydal DAAI šest bezpečnostních doporučení, z toho jedno pro Úřad pro civilní letectví Mosambiku a pět pro Mezinárodní organizaci pro civilní letectví (ICAO). V těchto doporučeních se mimo jiné navrhovalo, aby Mezinárodní úřad pro civilní letectví vypracoval systém, který by zajistil přísné dodržování zásady, že v kokpitu musí být vždy dvě osoby. Letecká komunita však nevěnovala tomuto doporučení dostatečnou pozornost, protože se jednalo o nehodu s menším počtem obětí a v zemi třetího světa.
Dne 24. března 2015 havaroval let 9525 společnosti Germanwings, při němž bylo zabito 150 lidí. První důstojník tohoto letu trpěl chronickými depresemi a plánoval sebevraždu spojenou s masovou vraždou, přičemž postupoval velmi podobným způsobem jako kapitán Fernandes dva roky před ním. Vyšetřovatelé předpokládají, že druhý pilot Germanwings byl s tímto případem obeznámen a nechal se jím inspirovat, a dodávají, že kdyby se svět poučil z katastrofy letu 407, nemusela by se druhá nehoda vůbec stát.

### Související odkazy
- Let Germanwings 9525
- Let Malaysia Airlines 370
- Let EgyptAir990